# Psychotria acunae
Psychotria acunae là một loài thực vật có hoa trong họ Thiến thảo. Loài này được Borhidi, M.Fernández & Oviedo mô tả khoa học đầu tiên năm 2009.